# 牛岳温泉
牛岳温泉（うしだけおんせん）は、富山県富山市にある温泉である。

## 泉質
- ナトリウム・カルシウム－塩化物泉（低張性・アルカリ性・高温泉、わずかに黄色がかったお湯が特徴）[2]
  - 湧出量 動力揚水310.0リットル毎分[1]
  - 泉温 60℃[2]
  - pH 8.55[1]
  - 溶存物質 3,381mg/kg[1]

神経痛、筋肉痛、五十肩、冷え性、切り傷、火傷、慢性消化器病、痔疾、慢性皮膚病、慢性婦人病などに効能がある（※いずれも効能はその効果を万人に保証するものではない）
温泉は露天風呂や温水プールなどへの有効活用に繋がっている。
かつては1988年（昭和63年）1月に掘削された中村湯谷地区の湯原にある源泉を1988年（昭和63年）12月17日より各ロッジへ給湯していたが、1998年（平成10年）に近くで新しい湯源（湯量は旧湯源の約1.5倍の毎分300リットル、地下751mから噴出）が掘削された。

## 温泉地
富山平野を望む山間部に位置する牛岳温泉スキー場内に、日帰り温泉施設「牛岳温泉健康センター」のみ存在する。

### 牛岳温泉健康センター
1989年（平成元年）10月に着工、1990年（平成2年）10月14日にオープンした。事業費7億6,400万円、敷地面積1,203坪。1993年（平成5年）12月には食堂を増築している。
館内にはうたせ湯、泡風呂、露天風呂、サウナなど8種類の風呂、レストルーム、リラックスルーム、元玄猿楼の本館で歴史ある建物『不老閣』を1989年（平成元年）12月に移築した別館（玄猿楼から山田村（当時）に寄贈された建物）が存在する。立山連峰や富山平野を一望しながら温泉に浸かれるスポットとしても人気が高く、冬季間のライトアップも話題となっている。

### その他の施設
かつては牛岳温泉健康センター、牛岳ユースハイランドを含めた山田村内7施設に給湯していたほか、宿泊施設も数軒存在したが、現在は殆どが休業している。

## アクセス
- 北陸自動車道富山西ICより、車で20分。
- JR高山本線・北陸新幹線・あいの風とやま鉄道線富山駅よりバスで50分。